# Krovna organizacija
Krovna organizacija je udruga ustanova koje službeno surađuju kako bi koordinirale aktivnosti i/ili udružile resurse. U poslovnim, političkim i drugim zajednicama osigurava resurse i vidljivost manjim organizacijama. U ovakvoj vrsti aranžmana ponekad je odgovorna, do određenog stupnja, za skupinu o kojoj skrbi. Ističu se u zadrugama i u civilnom društvu te se mogu uključiti u zagovaranje ili kolektivno pregovaranje u ime svojih članova.